# 喬祺
喬祺（1489年—？年），字景福，順天府涿州人，明朝政治人物。

## 生平
治《礼记》，行十，由國子生中式癸酉科（1513年）順天府鄉試第一百三十一名舉人，年三十五歲中式嘉靖二年（1523年）癸未科會試第一百八十五名，第二甲第七十六名進士。七年任浙江嘉兴县知县，历官運同、南京山西道御史。

## 家族
曾祖喬禮。祖父喬興。父喬江。母趙氏。永感下。兄喬能，锦衣卫千户；喬鸞；喬鳳；喬鵬；喬雲；大川、深、德甫、德録、弟喬祜。